# Herdwangen-Schönach
Herdwangen-Schönach település Németországban, azon belül Baden-Württembergben. Lakosainak száma 3502 fő (2023. december 31.).

## Népesség
A település népessége az elmúlt években az alábbi módon változott:
| Lakosok száma | 1785 | 3260 | 3415 | 3442 | 3495 | 3493 | 3502 |
|               | 1975 | 2013 | 2017 | 2019 | 2021 | 2022 | 2023 |